# Sindaci di Catanzaro
Di seguito l'elenco cronologico dei sindaci di Catanzaro e delle altre figure apicali equivalenti che si sono succedute nel corso della storia.

## Regno d'Italia (1861-1946)
| Periodo | Periodo | Primo cittadino              | Partito | Carica                               | Note |
| ------- | ------- | ---------------------------- | ------- | ------------------------------------ | ---- |
| 1860    |         | Vincenzo Stocco              |         | Sindaco                              |      |
| 1860    |         | Leonardo La Russa            |         | Sindaco                              |      |
| 1860    |         | Giovanni Marincola           |         | Sindaco                              |      |
| 1860    | ?       | Liborio Menichini            |         | Sindaco                              |      |
| ?       | 1862    | Saverio Greco                |         | Sindaco                              |      |
| 1863    |         | Antonio Gimigliano           |         | Sindaco                              |      |
| 1864    |         | Ippolito de Riso             |         | Sindaco                              |      |
| 1865    |         | Leonardo La Russa            |         | Sindaco facente funzioni             |      |
| 1866    |         | Vito Migliaccio              |         | Sindaco                              |      |
| 1867    | 1868    | Leonardo La Russa            |         | Sindaco                              |      |
| 1869    | 1870    | Vitaliano Sanseverino        |         | Sindaco                              |      |
| 1870    | 1872    | Leonardo La Russa            |         | Sindaco                              |      |
| 1872    | 1877    | Giuseppe Antonio Rossi       |         | Sindaco                              |      |
| 1877    | 1882    | Francesco De Seta            |         | Sindaco                              |      |
| 1882    | ?       | Carlo Sanseverino            |         | Sindaco                              |      |
| 1888    | 1892    | Giuseppe Antonio Rossi       |         | Sindaco                              |      |
| 1892    | 1895    | Giuseppe Ferragina           |         | Sindaco                              |      |
| 1895    | 1899    | Raffaele Nottola             |         | Sindaco                              |      |
| 1899    | 1902    | Michele Le Pera              |         | Sindaco                              |      |
| 1902    | 1905    | Enrico De Seta               |         | Sindaco                              |      |
| 1905    | 1910    | Giovanni Jannoni             |         | Sindaco                              |      |
| 1910    | 1914    | Enrico De Seta               |         | Sindaco                              |      |
| 1914    | 1915    | Giovanni Jannoni             |         | Sindaco                              |      |
| 1915    | 1917    | Francesco Spizzirri          |         | Sindaco                              |      |
| 1917    | 1919    | Enrico De Seta               |         | Sindaco                              |      |
| 1919    | 1920    | Ignazio La Russa             |         | Commissario prefettizio              |      |
| 1920    | 1923    | Giovanni Jannoni             |         | Sindaco                              |      |
| 1923    | 1928    | Giuseppe di Tocco            | PNF     | Commissario prefettizio, poi Podestà |      |
| 1928    | 1929    | Gaetano Adolfo Contegiacomo  |         | Commissario prefettizio              |      |
| 1929    |         | Salvatore Strano             |         | Commissario prefettizio              |      |
| 1930    | 1932    | Riccardo Raffaeli            | PNF     | Podestà                              |      |
| 1932    | 1934    | Domenico La Russa            | PNF     | Podestà                              |      |
| 1934    | 1943    | Fausto Paternostro           | PNF     | Podestà                              |      |
| 1943    |         | Francesco Carnovale          | PNF     | Podestà                              |      |
| 1943    |         | Armando Milello              |         | Vicepodestà                          |      |
| 1943    |         | Armando Bianco               |         | Commissario prefettizio              |      |
| 1943    | 1946    | Giovanni Correale Santacroce | PSI     | Sindaco                              |      |

## Repubblica Italiana (dal 1946)
| Sindaci eletti dal Consiglio comunale (1946-1994)    | Sindaci eletti dal Consiglio comunale (1946-1994) | Sindaci eletti dal Consiglio comunale (1946-1994) | Sindaci eletti dal Consiglio comunale (1946-1994) | Sindaci eletti dal Consiglio comunale (1946-1994) | Sindaci eletti dal Consiglio comunale (1946-1994) | Sindaci eletti dal Consiglio comunale (1946-1994) | Sindaci eletti dal Consiglio comunale (1946-1994) | Sindaci eletti dal Consiglio comunale (1946-1994) |
| Nominativo                                           | Nominativo                                        | Partito                                           | Partito                                           | Partito                                           | Partito                                           | Mandato                                           | Mandato                                           | Elezione                                          |
| Nominativo                                           | Nominativo                                        | Partito                                           | Partito                                           | Partito                                           | Partito                                           | Inizio                                            | Fine                                              | Elezione                                          |
| ---------------------------------------------------- | ------------------------------------------------- | ------------------------------------------------- | ------------------------------------------------- | ------------------------------------------------- | ------------------------------------------------- | ------------------------------------------------- | ------------------------------------------------- | ------------------------------------------------- |
|                                                      | Vincenzo Turco                                    |                                                   | Democrazia Cristiana                              | Democrazia Cristiana                              | Democrazia Cristiana                              | 7 aprile 1946                                     | 26 aprile 1948                                    | Elezione 1946                                     |
|                                                      | Francesco Bova                                    |                                                   | Democrazia Cristiana                              | Democrazia Cristiana                              | Democrazia Cristiana                              | 26 aprile 1948                                    | 26 maggio 1952                                    | Elezione 1946                                     |
| 26 maggio 1952                                       | Francesco Bova                                    | 28 maggio 1956                                    | Democrazia Cristiana                              | Democrazia Cristiana                              | Democrazia Cristiana                              | Elezione 1952                                     |                                                   |                                                   |
|                                                      | Gregorio Morisciano                               |                                                   | Democrazia Cristiana                              | Democrazia Cristiana                              | Democrazia Cristiana                              | 28 maggio 1956                                    | 7 novembre 1960                                   | Elezione 1956                                     |
| 7 novembre 1960                                      | Gregorio Morisciano                               | 20 marzo 1965                                     | Democrazia Cristiana                              | Democrazia Cristiana                              | Democrazia Cristiana                              | Elezione 1960                                     |                                                   |                                                   |
|                                                      | Francesco Pucci                                   |                                                   | Democrazia Cristiana                              | Democrazia Cristiana                              | Democrazia Cristiana                              | 20 marzo 1965                                     | 8 giugno 1970                                     | Elezione 1964                                     |
| 8 giugno 1970                                        | Francesco Pucci                                   | 16 giugno 1975                                    | Democrazia Cristiana                              | Democrazia Cristiana                              | Democrazia Cristiana                              | Elezione 1970                                     |                                                   |                                                   |
|                                                      | Fausto Bisantis                                   |                                                   | Democrazia Cristiana                              | Democrazia Cristiana                              | Democrazia Cristiana                              | 16 giugno 1975                                    | 24 febbraio 1977                                  | Elezione 1975                                     |
|                                                      | Cesare Mulé                                       |                                                   | Democrazia Cristiana                              | Democrazia Cristiana                              | Democrazia Cristiana                              | 24 febbraio 1977                                  | 10 giugno 1980                                    | Elezione 1975                                     |
|                                                      | Aldo Ferrara                                      |                                                   | Democrazia Cristiana                              | Democrazia Cristiana                              | Democrazia Cristiana                              | 10 giugno 1980                                    | 10 dicembre 1982                                  | Elezione 1980                                     |
|                                                      | Marcello Furriolo                                 |                                                   | Democrazia Cristiana                              | Democrazia Cristiana                              | Democrazia Cristiana                              | 10 dicembre 1982                                  | 12 maggio 1985                                    | Elezione 1980                                     |
|                                                      | Angelo Donato                                     |                                                   | Democrazia Cristiana                              | Democrazia Cristiana                              | Democrazia Cristiana                              | 12 maggio 1985                                    | 12 ottobre 1987                                   | Elezione 1985                                     |
|                                                      | Marcello Furriolo                                 |                                                   | Democrazia Cristiana                              | Democrazia Cristiana                              | Democrazia Cristiana                              | 12 ottobre 1987                                   | 6 agosto 1990                                     | Elezione 1985                                     |
| 6 agosto 1990                                        | Marcello Furriolo                                 | 19 giugno 1992                                    | Democrazia Cristiana                              | Democrazia Cristiana                              | Democrazia Cristiana                              | Elezione 1990                                     |                                                   |                                                   |
|                                                      | Francesco Granato                                 |                                                   | Democrazia Cristiana                              | Democrazia Cristiana                              | Democrazia Cristiana                              | Elezione 1990                                     | 19 giugno 1992                                    | 10 aprile 1993                                    |
|                                                      | Franco Fiorita                                    |                                                   | Democrazia Cristiana                              | Democrazia Cristiana                              | Democrazia Cristiana                              | Elezione 1990                                     | 10 aprile 1993                                    | 27 agosto 1993                                    |
|                                                      | Antonio Bevacqua                                  |                                                   | Partito Repubblicano Italiano                     | Partito Repubblicano Italiano                     | Partito Repubblicano Italiano                     | Elezione 1990                                     | 27 agosto 1993                                    | 9 novembre 1993                                   |
|                                                      | Natale D'Agostino (Commissario prefettizio)       | –                                                 | –                                                 | –                                                 | –                                                 | 9 novembre 1993                                   | 27 giugno 1994                                    | –                                                 |
| Sindaci eletti direttamente dai cittadini (dal 1994) |                                                   |                                                   |                                                   |                                                   |                                                   |                                                   |                                                   |                                                   |
| Nominativo                                           | Nominativo                                        | Partito                                           | Partito                                           | Coalizione                                        | Coalizione                                        | Mandato                                           | Mandato                                           | Elezione                                          |
| Nominativo                                           | Nominativo                                        | Partito                                           | Partito                                           | Coalizione                                        | Coalizione                                        | Inizio                                            | Fine                                              | Elezione                                          |
|                                                      | Benito Gualtieri                                  |                                                   | Partito Popolare Italiano                         |                                                   | PPI-L. civiche                                    | 27 giugno 1994                                    | 23 marzo 1996                                     | Elezione 1994                                     |
|                                                      | Aldo Pegorari (Vicesindaco f. f.)                 |                                                   | Partito Popolare Italiano                         | 23 marzo 1996                                     | PPI-L. civiche                                    | 11 maggio 1997                                    |                                                   | Elezione 1994                                     |
|                                                      | Sergio Abramo                                     |                                                   | Forza Italia                                      |                                                   | FI-AN-CCD-L. civiche                              | 11 maggio 1997                                    | 13 maggio 2001                                    | Elezione 1997                                     |
|                                                      | Sergio Abramo                                     | FI-AN-CCD-CDU-NPSI                                | Forza Italia                                      | 13 maggio 2001                                    | 18 aprile 2005                                    | Elezione 2001                                     |                                                   |                                                   |
|                                                      | Rosario Olivo                                     |                                                   | Democratici di Sinistra                           |                                                   | DS-DL/PD-PDM-PSDI-PRC                             | 11 giugno 2006                                    | 15 maggio 2011                                    | Elezione 2006                                     |
|                                                      | Michele Traversa                                  |                                                   | Il Popolo della Libertà                           |                                                   | PdL-UdC-AdC-UDEUR-L. civiche                      | 15 maggio 2011                                    | 10 gennaio 2012                                   | Elezione 2011                                     |
|                                                      | Giuseppina Di Rosa (Commissario prefettizio)      | –                                                 | –                                                 | –                                                 | –                                                 | 10 gennaio 2012                                   | 7 maggio 2012                                     | –                                                 |
|                                                      | Sergio Abramo                                     |                                                   | Il Popolo della Libertà                           |                                                   | PdL-AdC-L. civiche                                | 7 maggio 2012                                     | 23 novembre 2012                                  | Elezione 2012                                     |
|                                                      | Silvana Riccio (Commissario prefettizio)          | –                                                 | –                                                 | –                                                 | –                                                 | 23 novembre 2012                                  | 21 gennaio 2013                                   | –                                                 |
|                                                      | Sergio Abramo                                     |                                                   | Il Popolo della Libertà poi Forza Italia          |                                                   | PdL/FI-AdC-L. civiche                             | 21 gennaio 2013                                   | 26 giugno 2017                                    | –                                                 |
|                                                      | Sergio Abramo                                     | FI-AP-L. civiche                                  | Il Popolo della Libertà poi Forza Italia          | 26 giugno 2017                                    | 30 giugno 2022                                    | Elezione 2017                                     |                                                   |                                                   |
|                                                      | Sergio Abramo                                     | FI-AP-L. civiche                                  | Coraggio Italia (dal 2021)                        | 26 giugno 2017                                    | 30 giugno 2022                                    | Elezione 2017                                     |                                                   |                                                   |
|                                                      | Nicola Fiorita                                    |                                                   | Indipendente di sinistra                          |                                                   | PD-M5S-PSI-Volt-L. civiche                        | 30 giugno 2022                                    | in carica                                         | Elezione 2022                                     |